# Belford Roxo
Belford Roxo (wym. [ˈbɛwfɔχ ˈχoʃu]) – miasto w południowo-wschodniej Brazylii, w stanie Rio de Janeiro, w południowo-wschodniej części regionu metropolitalnego Rio de Janeiro.
Około 474 tys. mieszkańców.
W mieście rozwinął się przemysł chemiczny oraz spożywczy.
W mieście mają siedzibę kluby piłkarskie Heliópolis AC, SE Belford Roxo i Belford Roxo FC.